# 알브레히트 브란디
알브레히트 브란디(Albrecht Brandi, 1914년 6월 20일 ~ 1966년 1월 6일)는 나치 독일의 해군 군인으로, 제2차 세계 대전 당시 독일의 유보트 함장이다. 볼프강 뤼트 (Wolfgang Lüth)와 함께 독일 해군 (Kriegsmarine)으로선 유일하게 백엽, 검, 다이아몬드 기사철십자장 (독일어: Ritterkreuz des Eisernen Kreuzes) 을 수여받은 인물이다. 전후에는 건축가로 활동했으며, 1966년에 고향인 도르트문트에서 사망하였다.